# Diospyros chrysophyllos
Diospyros chrysophyllos är en tvåhjärtbladig växtart som beskrevs av Jean Louis Marie Poiret. Diospyros chrysophyllos ingår i släktet Diospyros och familjen Ebenaceae. Inga underarter finns listade i Catalogue of Life.